# La Acebeda

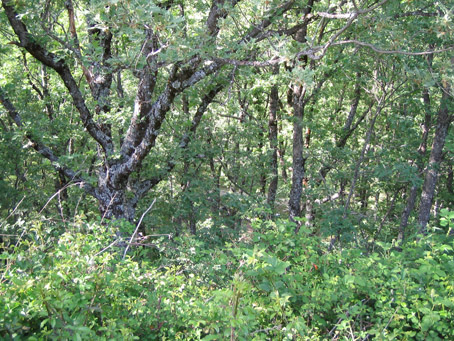
Àrea recreativa las Dehesas

La Acebeda és un municipi de la Comunitat de Madrid (Espanya). Està situat al nord de la  província de Madrid, a la serra de Somosierra, prop del port de La Acebeda, de 1686 metres.